# Rauf Məmmədov
Rauf Məmmədov (ur. 26 kwietnia 1988 w Baku) – azerski szachista, arcymistrz od 2004 roku.

## Kariera szachowa
W latach 1997–2008 wielokrotnie reprezentował Azerbejdżan na mistrzostwach świata i Europy juniorów w różnych kategoriach wiekowych, zdobywając trzy medale: złoty (Ürgüp 2004 – ME do 16 lat), srebrny (Budva 2003 – ME do 16 lat) oraz brązowy (Kallithea 2001 – ME do 14 lat). Był również wielokrotnym medalistą mistrzostw kraju juniorów, m.in. złotym w latach 2002 (w kategorii do 14 lat) i 2003 (do 16 lat). W latach 2006, 2007 i 2008 oraz 2015 zdobył tytuły indywidualnego mistrza Azerbejdżanu.
Odniósł szereg sukcesów w turniejach międzynarodowych, m.in.:
- dz. II m. w Dubaju (2004, za Szachrijarem Mammadjarowem, wspólnie z m.in. Magnusem Carlsenem, Pentalą Harikrishną, Pawło Eljanowem, Liviu-Dieterem Nisipeanu i Krishnanem Sasikiranem),
- dz. III m. w Kiriszi (2005, za Serhijem Karjakinem i Ildarem Chairullinem, wspólnie z Jewgienijem Aleksiejewem),
- dz. II m. w Izmirze (2006, za Jewhenem Miroszniczenko, wspólnie z m.in. Suatem Atalikiem, Milenem Wasiljewem i Tornike Sanikidze),
- dz. I m. w Kiriszi (2007, wspólnie z Jan Niepomniaszczijem, Parimarjanem Negim i Zawenem Andriasjanem),
- dz. II m. w Chanty-Mansyjsku (2008, za Dmitrijem Boczarowem, wspólnie z m.in. Gadirem Gusejnowem, Dmitrijem Kokariewem i Eldarem Hasanowem).

Uwaga: Lista sukcesów niekompletna (do uzupełnienia od 2009 roku).
Wielokrotny reprezentant Azerbejdżanu w rozgrywkach drużynowych, m.in.:
- sześciokrotnie na olimpiadach szachowych (w latach 2004, 2006, 2008, 2010, 2012, 2014)[4],
- trzykrotnie na drużynowych mistrzostwach świata (w latach 2010, 2011, 2013); medalista: indywidualnie – srebrny (2010 – na V szachownicy)[5],
- trzykrotnie na drużynowych mistrzostwach Europy (w latach 2007, 2009, 2013); czterokrotny medalista: wspólnie z drużyną – dwukrotnie złoty (2009, 2013) i brązowy (2007) oraz indywidualnie – brązowy (2013 – na IV szachownicy)[6].

Najwyższy ranking w dotychczasowej karierze osiągnął 1 grudnia 2017 r., z wynikiem 2709 punktów zajmował wówczas 40. miejsce na światowej liście FIDE (miesiąc później z tym samym wynikiem 40. miejsce), jednocześnie zajmując 3. miejsce wśród azerskich szachistów.